# Chromodoris nona
Chromodoris nona is een slakkensoort uit de familie van de Chromodorididae. De wetenschappelijke naam van de soort is voor het eerst geldig gepubliceerd in 1953 door Baba.